# مت وینستون
مت وینستون (انگلیسی: Matt Winston؛ زادهٔ ۳ فوریهٔ ۱۹۷۰) یک فیلم‌نامه‌نویس، بازیگر سینما، و هنرپیشه اهل ایالات متحده آمریکا است. از فیلم های او میتوان به جوگیر و بری ماندی اشاره کرد.